# Fältöverste
Fältöverste, ibland även Överste hövitsman eller Överste hövitsman och kaptein, var under 1500-talet en titel för en armébefälhavare. Benämningen försvann i samband med att Generalsgraden började komma i bruk.